# Folsomides nigrocellatus
Folsomides nigrocellatus is een springstaartensoort uit de familie van de Isotomidae. De wetenschappelijke naam van de soort is voor het eerst geldig gepubliceerd in 1993 door Fjellberg.